# Tiergarten (Neue Mühle)
Der Tiergarten ist ein Erholungs- und Naturschutzgebiet in Königs Wusterhausen, Landkreis Dahme-Spreewald, Brandenburg. Der Kern des Eichenwaldes liegt im Wohnplatz Neue Mühle an den Ufern der Staabe (Teil der Dahme) und der Dahme-Ausbuchtung Krimnicksee, der nach Osten in den Krüpelsee übergeht. Der Tiergarten ging aus einem historischen Jagdrevier hervor.

## Geschichte

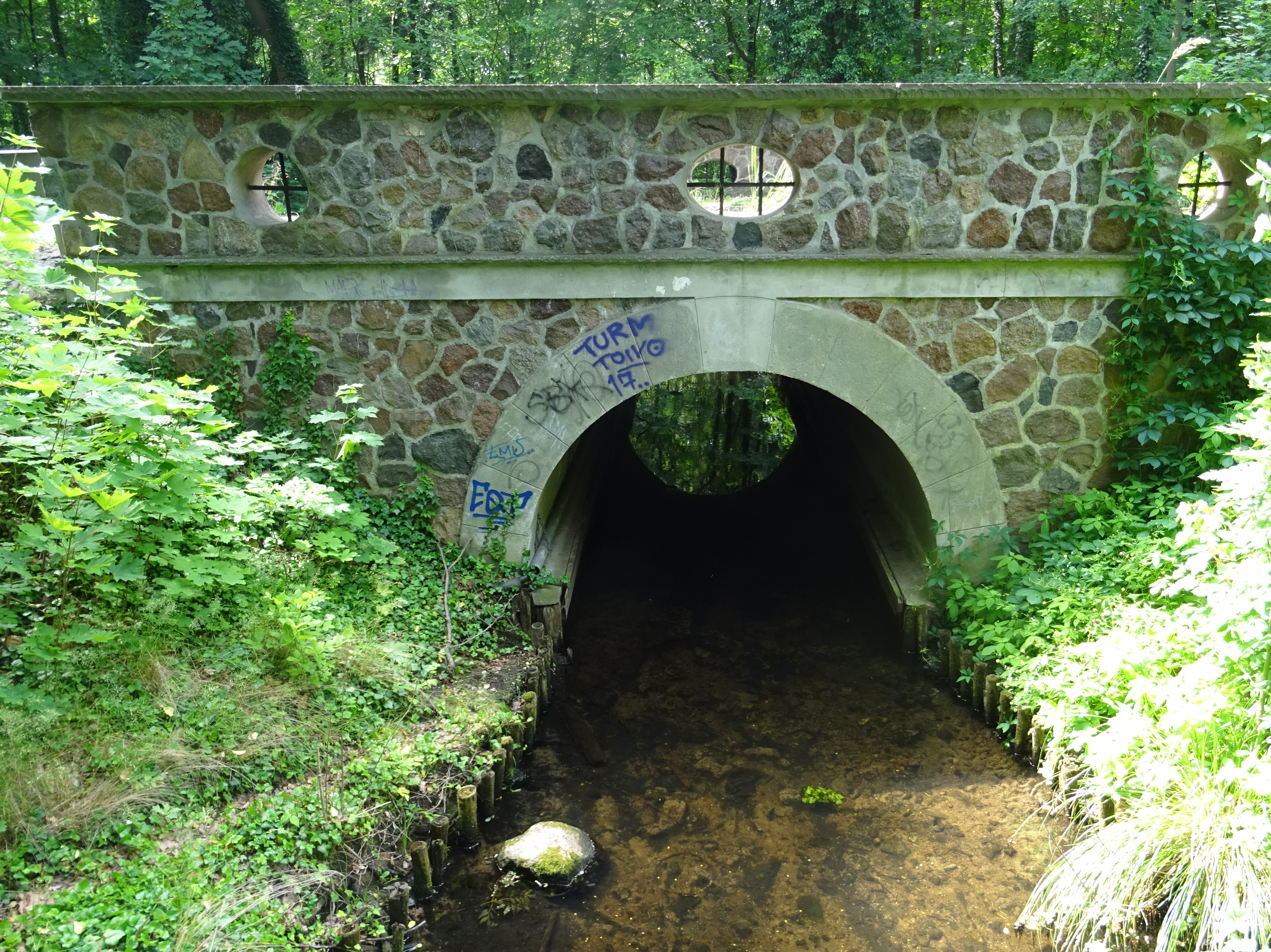
Die Spukbrücke oder Teufelsbrücke an der Chaussee im Tiergarten

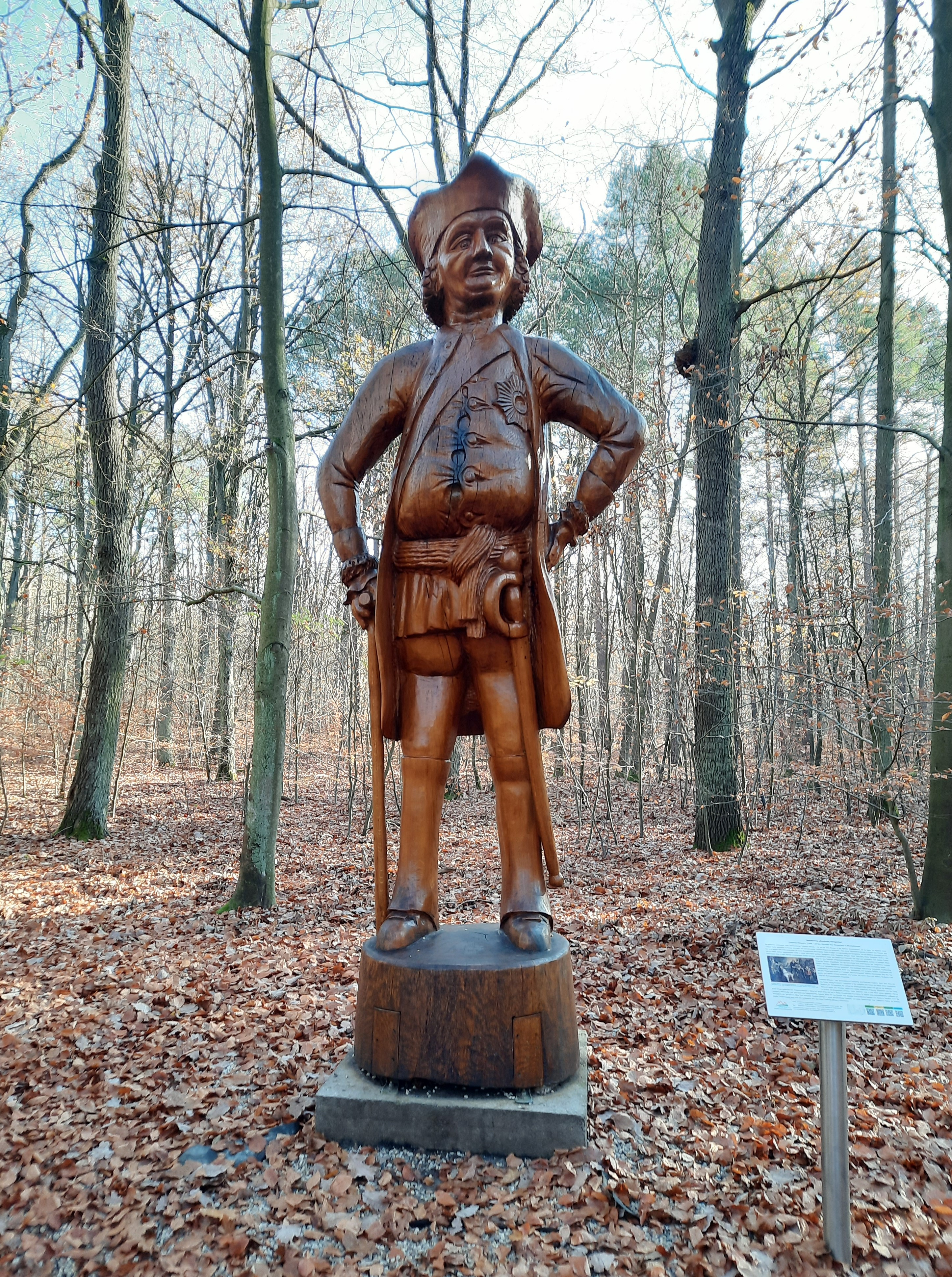
Skulptur Friedrich Wilhelm I

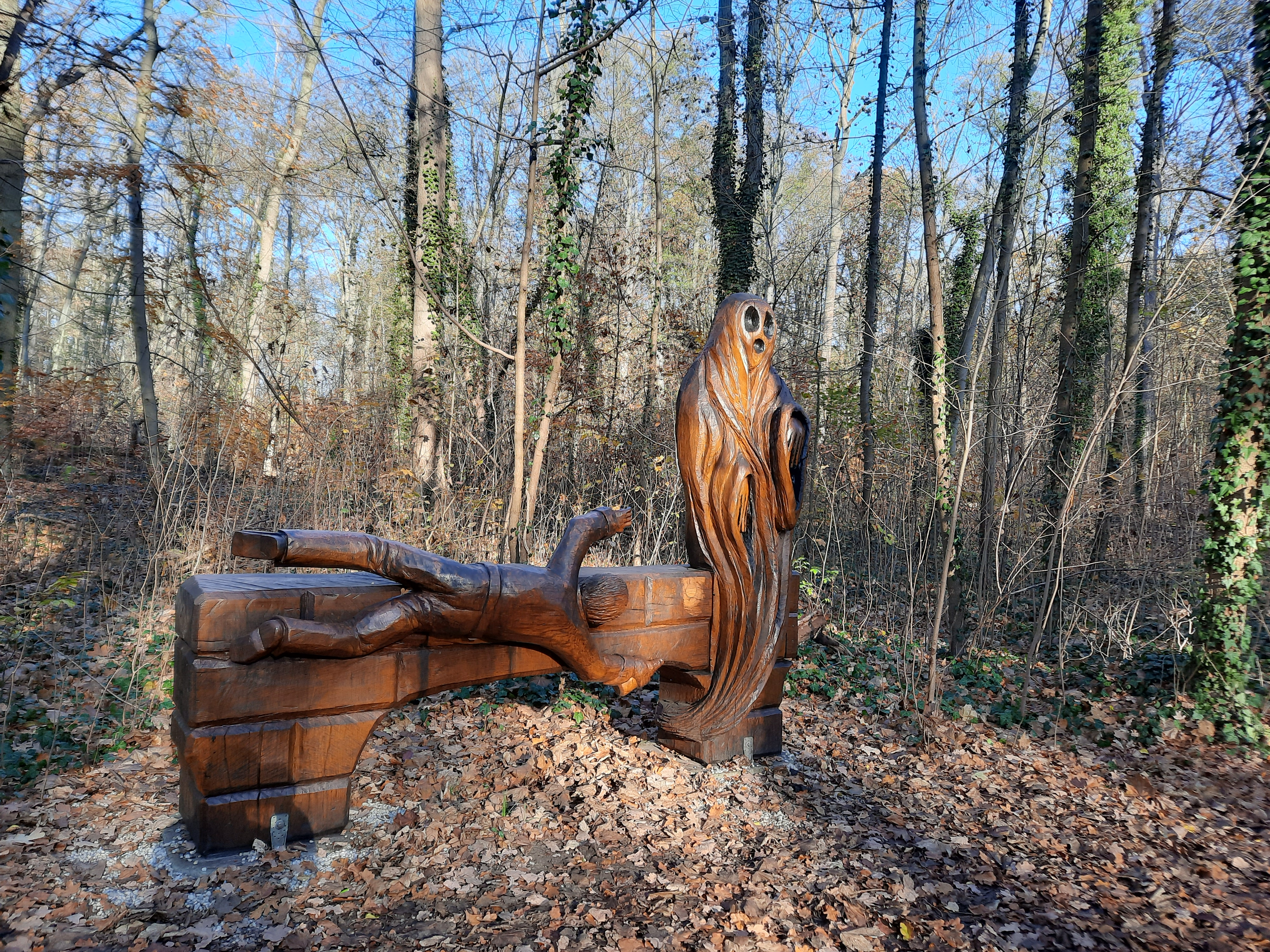
Skulptur Spukbrücke im Tiergarten Neue Brücke

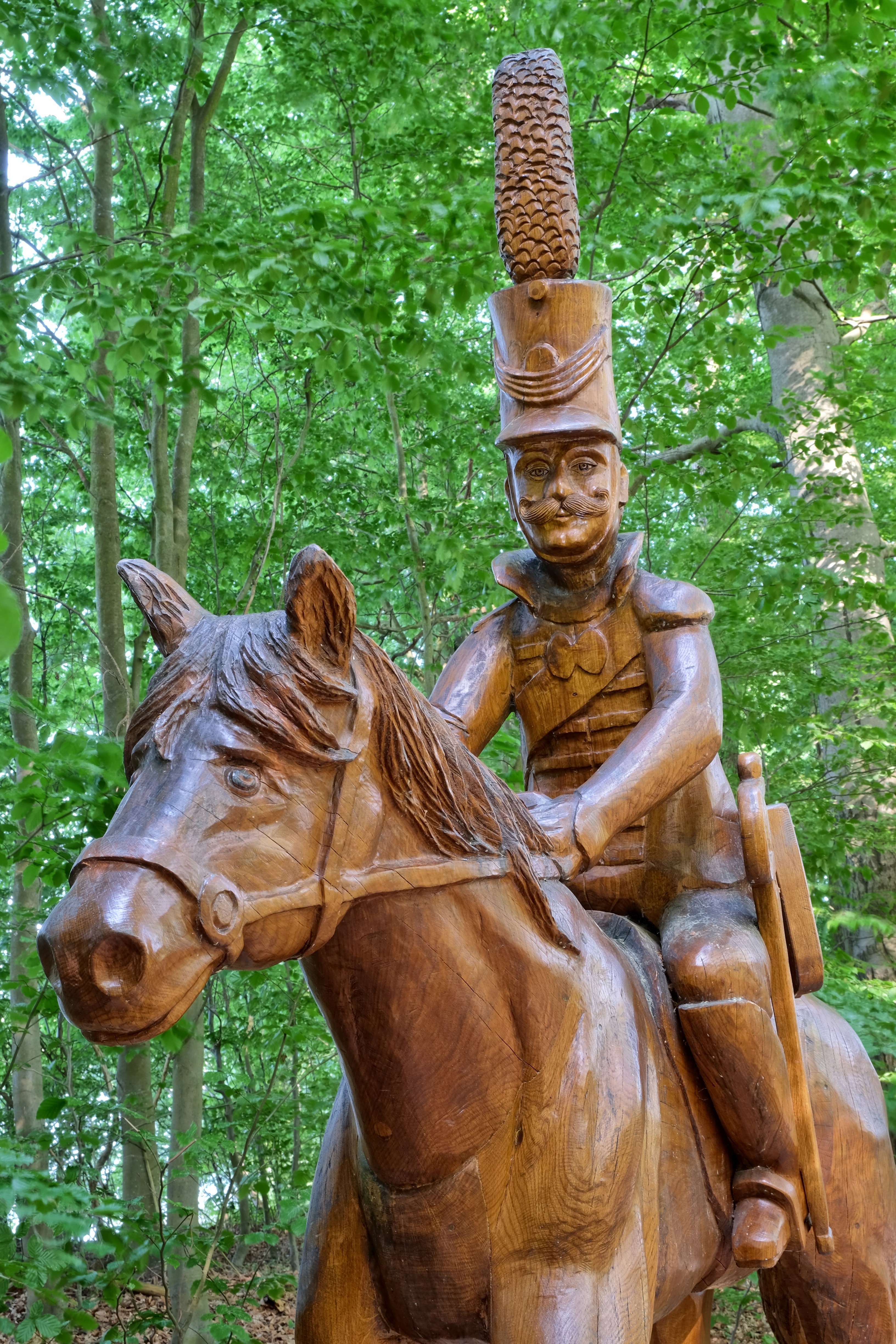
Skulptur Husar auf der Landzunge Husareneck

Östlich seines Jagdschlosses Wusterhausen ließ der „Soldatenkönig“ Friedrich Wilhelm I. 1725 in einem 900 Hektar großen Waldgebiet einen Tiergarten für die Jagd anlegen. In dem urwaldartigen Gebiet sicherten verschiedene Gatter den Bestand des Rot-, Dam- und Schwarzwildes. 1749 kamen Gehege für Rebhühner und Fasanen hinzu. Die Zuchttiere sollten die Tafel Friedrich Wilhelm I. bereichern, der im Schloss die berühmten Tabakskollegien abhielt. Noch 1800 ging der Tiergarten direkt in den Schlosspark über.
Nach der Schließung der letzten Gatter 1918 entwickelte sich der Wald zu einem beliebten Ausflugsziel der Berliner. 1930 wurde das Gebiet mit seinen bis zu 270 Jahre alten Eichen erstmals unter Naturschutz gestellt. Das verbliebene Areal mit dem Namen Tiergarten weist eine Fläche von rund 100 Hektar auf und liegt im Dreieck des Staabesüd- und Krimnitzseewestufers sowie der Bahnverbindung Königs Wusterhausen – Cottbus. Ein Uferweg, der die Landzunge Husareneck am Übergang des Sees in die Staabe einbezieht, und mehrere Querwege erschließen das Gebiet. Im westlichen Tiergarten, an der Streuobstwiese, informiert ein Waldlehrpfad auf einem rund 1,5 km langen Rundweg über Fauna und Flora der Region. Es besteht ein 7,5 km langer Skulpturenpfad mit Werken zu Geschichte und Legenden um den Tiergarten.
Im Tiergarten befindet sich weiter ein im Volksmund als Spukbrücke oder auch Teufelsbrücke bezeichneter Übergang über den Fanggraben. Das Bauwerk aus dem 18. Jahrhundert wurde während der Bauarbeiten an der Chaussee 1889 verbreitert und diente bis 1907 als Zollbrücke. Im Volksmund wird erzählt, dass zu Mitternacht merkwürdige Geräusche zu hören seien. Einer anderen Sage nach soll ein angetrunkener Mann in den Fanggraben gefallen, dort ertrunken sein und seither als Gespenst sein Unwesen treiben.
Bis 2024 sind auf dem Skulpturenpfad Rundwanderweg Tiergarten 11 Skulpturen aus Eichenholz bis zu 4 m hoch entstanden. Die ersten beiden Skulpturen Langer Kerl und Jäger wurden im Jahr 2016 aufgestellt. Später entstanden Skulpturen Fischer, Fährmann, Fasanerie und Gundling. Im November 2020 wurden die Skulpturen Bauer Berthold und Spukbrücke, im September 2021 die Skulptur Soldatenkönig Friedrich Wilhelm I., im Dezember 2021 die Skulptur Husar und Januar 2024 wurde die elfte Skulptur Der König und der Müller aufgestellt. Die ersten beiden Skulpturen, Langer Kerl und Jäger, wurden vom Künstler Frank Winkler gestaltet und alle weiteren Skulpturen inklusive der Skulptur Der König und der Müller vom Kettensägenkünstler Roland Karl. Der Skulpturenpfad entstand auf Initiative und mit den Ideen von Hans und Christiane Rentmeister, den Wanderwegewarten der Stadt Königs Wusterhausen.

## Naturschutz

### Natura-2000- und FFH-Gebiet
Das NSG Tiergarten ist Teil des kohärenten europäischen ökologischen Netzes besonderer Schutzgebiete Natura 2000. Der Steckbrief des Bundesamtes für Naturschutz (BfN) enthält für das 153,26 Hektar umfassende FFH-Gebiet unter der Nummer 3747-302 folgende Charakterisierung:

„Waldkomplex aus Stieleichen-Hainbuchen-, Erlen-Eschen- und Erlenbruchwäldern mit Bedeutung für Höhlenbewohner, angrenzend bzw. eingeschlossen Standgewässer, Feuchtwiesen und Fließgewässer“

### Naturschutzgebiet

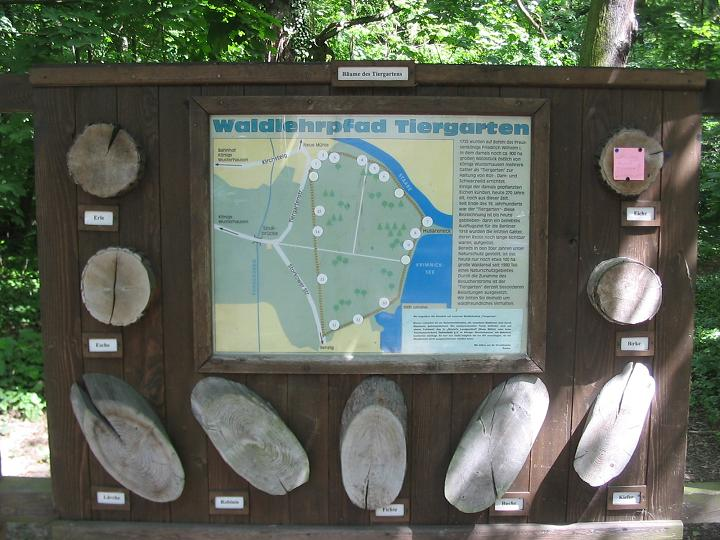
Tiergarten, Informationstafel Waldlehrpfad

Seit dem 10. Oktober 1995 besteht das neugebildete „Naturschutzgebiet Tiergarten“, das mit einer Gesamtfläche von 158 Hektar Flächen der Gemarkungen von Königs Wusterhausen, Senzig und Zeesen einbezieht. Dazu gehören beispielsweise der Krebssee mit seinem nach Süden führenden Graben sowie der Fanggraben, der den Zeesener See durch das Senziger Luch zur Dahme entwässert. Die Verordnung über das Naturschutzgebiet beinhaltet als Schutzzweck unter anderem

„[…] die Erhaltung und Entwicklung des Gebietes […] als Standort seltener, in ihrem Bestand bedrohter wildwachender Pflanzengesellschaften, insbesondere der bestehenden Vielfalt von naturnahen Waldgesellschaften, einschließlich der durch die historischen Nutzungen des Gebietes entstandenen Besonderheiten, der großflächigen Röhrichte, der die Niederungen besiedelnden Erlen- und Weidenbrüche, der naturnahen Fließgewässer (u. a. des Fanggrabens) mit ausgeprägten Uferpflanzengesellschaften; […].“

Unter den bestandsbedrohten Tierarten nennt die Verordnung den Schutz vom Aussterben bedrohter, an aquatische Habitate gebundener Säugetiere und Reptilien. Ferner sollen die Lebensräume von Höhlenbrütern und Rallen, die an reichstrukturierte und großflächige Feuchtgebiete gebunden sind, erhalten werden. Arten wie Fledermäuse, die an das Vorhandensein naturnaher Waldkomplexe gebunden sind, und Großschmetterlingsarten, die Grenzlebensräume zwischen Wald- und Offenlandschaft benötigen, stehen gleichfalls im Mittelpunkt der Schutzmaßnahmen.
In dem durch Besiedelungsdruck geprägten Gebiet sollen durch Übernutzung und nachfolgende Nutzungsaufgabe gefährdete Feuchtwiesen revitalisiert werden. Die Maßnahmen sollen zudem zur Sicherung des Biotopverbundes Dahmegewässer – Pätzer Seen beitragen.

## Flora und Fauna

### Pflanzen

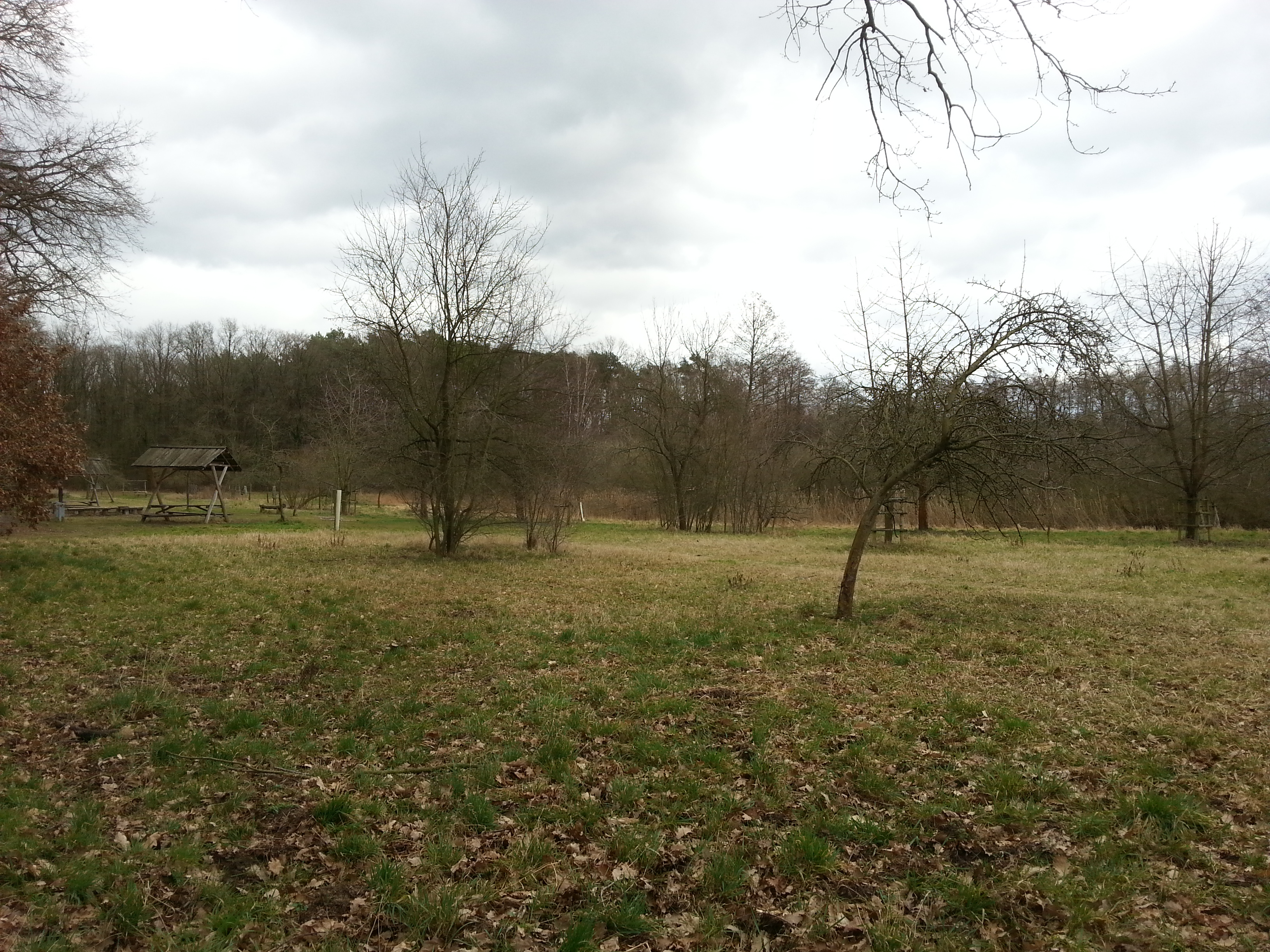
Streuobstwiese im Tiergarten

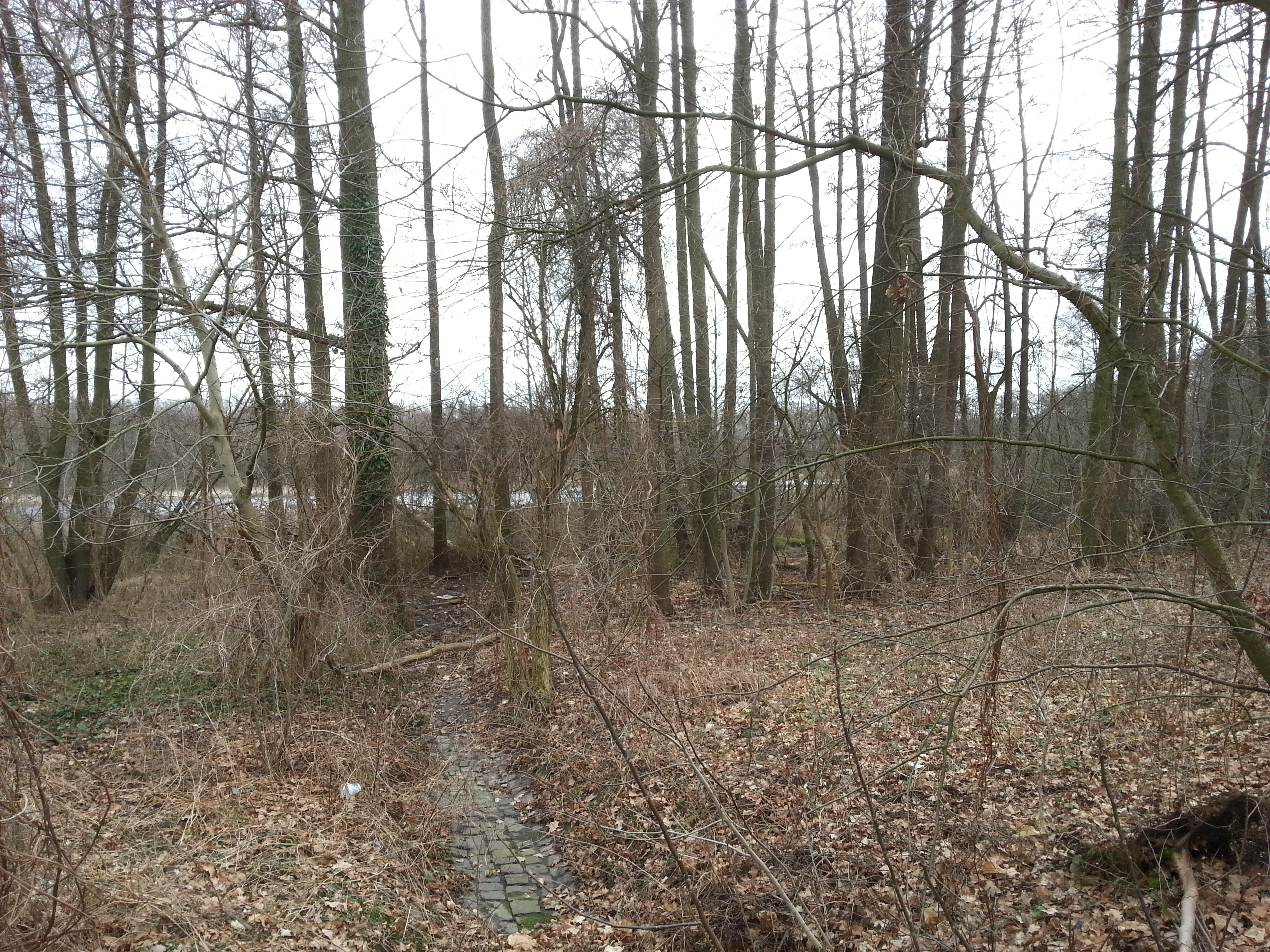
Der Krebssee gehört zum Naturschutzgebiet Tiergarten

Unter den Lebensraumtypen listet der FFH-Steckbrief folgende Pflanzen- beziehungsweise Waldgesellschaften auf: Pfeifengraswiesen (Natura 2000-Code 6410), Feuchte Hochstaudenfluren (6430; Convolvuletalia sepium, Glechometalia hederaceae und Filipendulion), Alte bodensaure Eichenwälder auf Sandböden mit Stieleiche (9190; Birken-Eichenwald), Sternmieren-Eichen-Hainbuchenwälder (9160; Stellario-Carpinetum), Hainsimsen-Buchenwälder (9110; Luzulo-Fagetum), Fließgewässer mit flutender Wasservegetation (3260) und Natürliche und naturnahe nährstoffreiche Stillgewässer mit Laichkraut- oder Froschbiss-Gesellschaften (3150; Magnopotamion oder Hydrocharition).

### Tiere
Nach Anhang II der Flora-Fauna-Habitat-Richtlinie und der Verordnung des Landes sind einschließlich ihrer für Fortpflanzung, Ernährung, Wanderung und Überwinterung wichtigen Lebensräume besonders geschützt: unter den Säugetieren der Fischotter (Lutra lutra) und unter den Fischen der Bitterling (Rhodeus amarus).